# Viable System Approach
Viable System Approach (VSA, dt. etwa Ansatz lebensfähiger Systeme) ist eine Systemtheorie, in der die beobachteten Einheiten und ihre Umgebung nach systemischen Gesichtspunkten ausgelegt werden, ausgehend von der Analyse der grundlegenden Elemente und schließlich unter Berücksichtigung komplexerer zugehöriger Systeme (Ludwig von Bertalanffy, 1968). Die Annahme ist, dass jede Einheit/System mit anderen Systemen, auf höherer Betrachtungsebene angeordnet, sogenannten Suprasystemen, verwandt ist und deren Merkmale in ihren Teilsystemen erkennbar sind (Prinzip der Systemhierarchie). Als solche ist die Grundeinheit der Analyse ein System, das aus vielen Teilen oder Strukturen besteht (Parsons, 1971). In diesem Sinne kann jede Einheit (ein Unternehmen oder einfach nur ein Individuum, ein Verbraucher oder eine Gemeinschaft) als System, als eine Mikro-Umgebung betrachtet werden, bestehend aus einer Gruppe miteinander verbundener Teilkomponenten, die auf ein gemeinsames Ziel ausgerichtet sind (dies ist die Bedingung für das Aggregat, um als ein System bezeichnet zu werden). Das Viable System Model wurde zuerst von Stafford Beer vorgeschlagen. Im Allgemeinen wird ein lebensfähiges System durch lebensfähiges Verhalten in Hinsicht auf seine Vitalität abgeschlossen bewertet, basierend auf Konsonanz- und Resonanzbeziehungen (Barile, 2000; Golinelli, 2000, 2005, 2010; Barile, 2008, 2009).

## Systemdenken
In signifikanter Weise hat das Systemdenken zur Schaffung einer neuen Konzeption der phänomenologischen Realität beigetragen als eine Synthese von philosophischen, soziologischen, mathematischen, physikalischen und biologischen Ansätzen. Es beeinflusst die Kultur und ihre vorherrschenden Werte, die auf dem axiomatischen Korpus des kartesischen Denkens gegründet sind, und hat eine Paradigmenrevolution weg von einer reduktionistisch-mechanistischen Annäherung an die Realität ausgelöst und das traditionelle Untersuchungsmodell verändert.
Nachdem er sich schnell durch alle Teile der Forschung verbreitet hat, wurde der Systemansatz das Ergebnis von Reflexion, theoretischem Beitrag und Formalisierung, einen erkenntnistheoretischen Ansatz für die Forschung und das Studium der komplexen Realität schaffend. Die Ursprünge der Systemtheorie reichen zurück in die 1950er Jahre, als eine Gruppe von Wissenschaftlern aus verschiedenen wissenschaftlichen und sozialen Bereichen (von Bertalanffy 1956 und andere) eine interdisziplinäre Theorie entwickelte, die auf dem Konzept der Systeme basierte. Die Perspektive ihres Systems verwarf die Idee, dass bestimmte Phänomene vollständig ausschließlich durch einen analytischen Ansatz verstanden werden können, vor allem, wenn die Untersuchungsgegenstände aus komplexen Phänomenen bestanden, die durch eine signifikante Interaktion ihrer Komponenten gekennzeichnet ist, so wie z. B. eine Firma. In einem solchen Fall könnte ein komplettes Verständnis durch eine globale Ansicht des Subjekts – eine systemische Ansicht – und durch das Anwenden dieser Forschungsmethode auf die organisierte Komplexität erreicht werden. Darüber hinaus können wir beobachten, dass das Systemdenken von der Verschiebung der Aufmerksamkeit von dem Teil zum Ganzen kommt, was eine Wahrnehmung der Wirklichkeit als eine integrierte und interagierende Einheit von Phänomenen zur Folge hat, bei der die einzelnen Eigenschaften der Einzelteile verschwimmen, während die Beziehungen der Teile selbst und die Ereignisse, die sie durch ihre Interaktion erzeugen, an Bedeutung gewinnen (in anderen Worten können wir sagen, dass "Systemelemente rational verbunden sind"; Luhmann, 1990).
Weiterhin fällt der Systemansatz nicht mit dem ganzheitlichen Ansatz zusammen und steht nicht in Opposition zum analytisch-reduktionistischen Ansatz. Vielmehr ist es ein Ansatz, der sich in ein Kontinuum mit Reduktionismus und Holismus legt und an ihren Enden in der Lage ist, die beiden zu versöhnen. Von der Analyse der elementaren Bausteine eines Phänomens aus ist es immer möglich, ein Phänomen in seiner Ganzheit zu erfassen und dann zu erklären (von Bertalanffy, 1968).

## Definition des Begriffes „VSA“
Das VSA ist ein wissenschaftlicher Ansatz der Business-Theorie, der in italienisch-akademischen Kreisen in den letzten zehn Jahren immer prominenter wurde. Auf der Grundlage der Systemtheorie konzentriert sich das VSA auf die Analyse der Beziehungen zwischen den sozioökonomischen Einheiten auf der Suche nach überlebensfähig-interagierenden Bedingungen (Barile, 2000; Golinelli, 2000). Nach dem VSA kann jede Einheit (ein Unternehmen oder eine Einzelperson) als ein System aus vielen Teilen oder Strukturen betrachtet werden (Parsons, 1971), die aus einer Gruppe von miteinander verbundenen Teilkomponenten besteht, mit dem Ziel, ein gemeinsames Ziel zu verwirklichen. Der Ansatz der lebensfähigen Systeme schlägt eine tiefe Analyse der Struktur – System Dichotomie vor bei der Einführung, dass jedes System eine erkennbare Einheit darstellt, die aus einer bestimmten anderen Struktur hervorgeht (ein Satz von Einzelelementen mit zugeordneten Rollen, Aktivitäten und Aufgaben, deren Durchführung in Übereinstimmung mit Regeln und Beschränkungen erfolgt).
Die Herkunft eines Systems bildet dann seine eigene Struktur; diese Art der Evolution ergibt sich aus der dynamischen Aktivierung von statischen, bestehenden Grundbeziehungen. Eine Struktur kann untersucht werden (Was ist es? Wie wurde es gemacht?), ein System nur interpretiert (Wie funktioniert es? Welcher Logik folgt es?). Das bedeutet, dass von einer statischen Struktur aus die dynamische Interpretation der Wirklichkeit die Erkenntnis verschiedener möglicher Systeme abhängig von den Zwecken und dem Endziel aufwirft; auf die gleiche Weise besteht ein Mensch aus vielen Komponenten, die in einer physikalischen Struktur angebracht sind, aber aus dynamischer Sicht kann ein Mann und/oder eine Frau essen, schlafen, Tennis oder Bridge spielen, wobei all dies verschiedene mögliche Systeme sind. Ein weiterer wichtiger VSA Vorschlag wird in der folgenden Figur dargestellt, von Beers erster Konzeptualisierung von Entscheidungsbereich und Betriebsstruktur abgeleitet. Grundsätzlich beruht die VSA-Erweiterung vom Vorschlag Stafford Beers auf der Zuordnung der zahlreichen Management- und operativen Entscheidungen innerhalb des Betriebsstrukturbereichs, wodurch das echte Entscheiden auf strategische Entscheidungen auf hoher Ebene mit allen Entscheidungsträgern beschränkt ist. So können wir sagen, dass der Betriebsbereich eines jeden Menschen die Entscheidung, joggen zu gehen, und natürlich die Tatsache, dass diese das Tragen eines Sport-Outfit und Laufschuhen voraussetzt, umfasst; auf der anderen Seite ist die Entscheidung über die Vertiefung des Studiums im Vergleich zur Gründung eines neuen Unternehmens oder einer Ausbildung in einem Unternehmen als Entscheidungsbereich bestimmt.
Das Viable System Approach jedoch führt eine Konzeptmatrix auf der Basis eines iterativen Prozesses ein, die den Prozess der Konzeption und die Realisierung eines viablen Systems beschreibt. Es beginnt mit einer Idee, die mehr Rahmen in einer logischen Struktur benötigt, konkretisiert durch die Definition einer physischen Struktur. Sobald die physische Struktur definiert ist, kann sie mit externen Ressourcen und Systemen in Beziehung treten innerhalb einer erweiterten Struktur, die über ihre Dynamik zahlreiche spezifische Strukturen gebiert und schließlich am Ende ein lebensfähiges System ergibt. Dieser rekursive Prozess kann die Entwicklung eines Geschäfts ebenso wie die eines Industriegebiets darstellen.

## Ursprünge des VSA
Ausgehend von dieser theoretischen Grundlagen hat das VSA mehrere multidisziplinäre Beiträge gesammelt und finalisiert diese auf die Beobachtung komplexer Gebilde; und vor allem hat es seinen theoretischen Kern um mehrere von anderen Disziplinen abgeleitete Schlüsselkonzepte entwickelt: vom Systemdenken (offene Systemaspekte) aus Natur- und ökologischen Wissenschaften (besonders interessant sind die organischen Aspekte der Homöostase und Äquifinalität; Hannan und Freeman, 1977), von chemischen und biologischen Disziplinen (Vertiefung von Konzepten wie Autopoiesis; Maturana und Varela, 1975), von der Soziologie und Psychologie (eine aufschlussreiche Theorie war der Kognitivismus, Clark, 1993) sowie von der Informationstechnologie (insbesondere verweisen wir auf Informatikwurzeln im Fach Kybernetik; Beer, 1975). Das VSA ermöglicht eine Analyse der Beziehungen, die zwischen den internen Komponenten eines Unternehmens vorhanden sind, sowie eine Analyse der Beziehungen zwischen Unternehmen und anderen systemischen Stellen, die in ihrem ökologischen Kontext dargestellt werden. Im VSA entwickelt sich ein Unternehmen als ein offenes System, das gekennzeichnet ist durch:
- viele Komponenten (materielle und immaterielle);
- Interdependenz und Kommunikation zwischen diesen Komponenten;
- Aktivierung dieser Beziehungen, um das Ziel des Systems zu verfolgen.

## Schlüsselkonzepte
Das Ziel dieser synthetischen Veröffentlichung war es, einige der Gründungskonzepte des VSA dem Leser klar darzustellen (Golinelli 2000, 2005, 2008, 2009; Golinelli et al., 2002; Barile 2000, 2006, 2008, 2009a.):
1. Ein lebensfähiges System lebt und hat zum Ziel, in einem Kontext, der von anderen (lebensfähigen) Systemen bevölkert wird, zu überleben.
2. Jeder Kontext wird subjektiv wahrgenommen durch die oberste Führung eines lebensfähigen Systems (den Entscheidungsträger) und durch die Analyse seiner Umgebung (ein Makrosystem, in das der Entscheidungsträger eingetaucht ist), in der er für seine Zielsetzung relevante Suprasysteme (Ressourcen Besitzer) identifiziert.
3. Der Kontext ist die Synthese eines Retikulums lebensfähiger Systeme, innerhalb derer es möglich ist, eine bestimmte Anzahl von Systemen (relevante Suprasysteme) zu unterscheiden, die in der Lage sind, nach oben auf Managemententscheidungen einzuwirken.
4. Die Strukturdefinition des Systems und die Harmonie zwischen den entwickelten Komponenten (interagierende Supras und Subsysteme) definieren den Grad der Entwicklung des Systems.
5. Ein lebensfähiges System hat die Fähigkeit, seine Struktur dynamisch anzupassen (Selbstregulation): Damit können wir die Harmonie als Versuch des Systems bezeichnen, Kontextsignale richtig zu interpretieren, und die Resonanz als die Konkretisierung des konsequenten Wettbewerbsverhaltens, um die Stabilität zu wahren (wenn das System von relevanten Suprasystemen signalisierte externe Erwartungen und Bedürfnisse erfüllt).

### Grundlegende Konzepte
Die 10 Grundkonzepte (GK) des VSA
| GK 1 | Einzelpersonen, Organisationen und soziale Einrichtungen sind Systeme, die aus auf ein bestimmtes Ziel gerichteten Elementen bestehen. | Menschen, Familien, Netzwerke, Unternehmen, öffentliche und private Organisationen sind komplexe Gebilde, die alle als Systeme verstehbar sind. |
| GK2  | Jedes System (des Levels L) bestimmt mehrere Suprasysteme, die auf einer höheren Ebene (L+1) positioniert sind, und mehrere Subsysteme, die auf einer niedrigeren Ebene (L-1) angeordnet sind. | Jede Hierarchie der Systeme wird durch Beobachtung aus einer bestimmten Perspektive bestimmt. Die Einstufung als „Suprasystem“ oder „Subsystem“ ist also subjektiv. |
| GK3  | Die Interpretation komplexer Phänomene erfordert interdisziplinäre Ansätze und sollte eine reduktionistische Perspektive (Analyse der Elemente und ihrer Beziehungen) und eine ganzheitliche Perspektive (die das Gesamte betrachtet) synthetisieren.                                                                                               | Der Beitrag der Beziehungen (statisch, strukturell) und Interaktionen (dynamisch, systemisch) ist wesentlich für das beobachtete Phänomen (die Wirklichkeit). |
| GK4  | Systeme können Verbindungen mit anderen Systemen für den Austausch von Ressourcen aufnehmen. Eine Systemgrenze ist ein veränderbares Konzept, in dem alle Aktivitäten und Ressourcen, die für die evolutionäre Dynamik des Systems erforderlich sind, inklusive sind.                                                                               | Nichts geschieht in der Isolation. Der Austausch von Informationen und Diensten in offenen Systemen ist von grundlegender Bedeutung für die Systemdynamik. Innerhalb der Systemgrenzen ist nicht nur das Eigentum an Ressourcen gewertet, sondern viele zur Verfügung stehende und damit zugängliche Ressourcen (auch wenn diese anderen Systemen zugehören).                                                                                         |
| GK5  | Lebensfähige Systeme sind autopoietisch und selbstorganisierend; das heißt, sie sind in der Lage, interne Bedingungen zu generieren, die durch Selbstkontrolle die Reichweite von äquilibrierten Bedingungen unterstützen und damit interne Möglichkeiten und äußere Zwänge vereinigen.                                                             | Jedes System ist autopoietisch und ist somit in der Lage, neue interne Bedingungen zu generieren. Jedes System ist auch selbstorganisierend, da es kontinuierlich interne und externe Komplexität ausrichtet. Diese beiden Eigenschaften sind die Basis für nachhaltiges Verhalten angesichts von Chancen und Risiken. |
| GK6  | Jede Organisation besteht aus Komponenten, die bestimmte Rollen, Aktivitäten und Ziele haben, die innerhalb von Zwängen, Normen und Regeln durchgeführt werden. Aus der Struktur entsteht ein System durch die Transformation von Beziehungen in dynamische Interaktionen mit Subsystemen und Suprasystemen.                                        | Der Übergang von Struktur zu System beinhaltet den Übergang von einer statischen Sicht auf eine dynamische Sicht, und der Fokus verschiebt sich von einzelnen Komponenten und Beziehungen zu einer ganzheitlichen Ansicht der beobachteten Realität. Aus der gleichen Struktur können sich viele verschiedene Systeme als Folge der verschiedenen Kombinationen der internen und externen Komponenten entwickeln, um verschiedene Ziele zu verfolgen. |
| GK7  | Systeme sind konsonant, wenn es eine potentielle Kompatibilität zwischen den Systemkomponenten gibt. Systeme sind resonant, wenn es effektive harmonische Zusammenspiele zwischen den Komponenten gibt. | Konsonante Beziehungen beziehen sich auf die statische Sicht (Struktur), aus der man nur die Möglichkeiten auf eine positive und harmonische Beziehung bewertet. Resonante Beziehungen erkennt man in der dynamischen Sicht (systemisch), aus der man konkrete und wirksame positive und harmonische Interaktionen bewerten kann. |
| GK8  | Die Lebensfähigkeit eines Systems wird durch seine Fähigkeit bestimmt, im Laufe der Zeit harmonisches Verhalten durch konsonante und resonante Beziehungen in Subsystemen und Suprasystemen zu entwickeln. | Die Lebensfähigkeit ist abhängig von der Wettbewerbsfähigkeit des Systems und von der Co-Kreationsfähigkeit des Systems. |
| GK9  | Geschäftsdynamik und Lebensfähigkeit erfordern eine ständige strukturelle und systemische Veränderungen der Ausrichtung der inneren strukturellen Möglichkeiten mit externen systemischen Anforderungen. | Die evolutionäre Dynamik lebensfähiger Systeme demonstriert die kontinuierliche Ausrichtung zwischen internen Potenzialen und externen Erwartungen. |
| GK10 | Lebensfähige Systeme richten sich fortlaufend nach interner Komplexität und externer Komplexität aus, um auf Veränderungen, die ihr lebensfähiges Verhalten betreffen, besser zu reagieren. Die Entscheidungsträger in diesen kognitiven Prozessen werden beeinflusst durch ihre Überzeugungen bzw. ihre Interpretationsschemata und Informationen. | Interne und externe Ausrichtungen werden erreicht durch eine kognitive Ausrichtung, einen Wissensprozess, der Chaos, Komplexität, Komplikation und Sicherheit umfasst (durch Prozesse der Abduktion, Induktion und Deduktion). |